# 겜솔
겜솔(영어: Gamsole)은 나이지리아에 기반을 둔 모바일 게임 제작 회사다. 겜솔은 2012년 4월 아비올라 올라니란(Abiola Olaniran)에 의해 설립되었다.

## 역사
2012년에 설립된 아비올라 올라니란은 구글 학생 홍보 대사이자 오바페미 아월로워 대학의 컴퓨터 과학 졸업생으로 2010년에 나이지리아의 마이크로소프트 이매진 컵 우승자로 부상하고 같은 해 학생 대회의 세계 결선 진출자가 되었다. 아비올라는 또한 삼성 개발자 챌린지에서 우승했다.